# Alfred Verville
Pour les articles homonymes, voir Verville.
Alfred Victor Verville, 16 novembre 1890 - 10 mars 1970, est concepteur aéronautique américain du XXe siècle.

## Biographie
On doit un certain nombre d’innovations techniques à Alfred Victor Verville, un pionnier de l’aviation et un concepteur aéronautique. Citons par exemple le fuselage comportant une armature en tubes d’acier soudés ou le train d’atterrissage escamotable. Il débute en 1914 au sein de la Curtiss Aeroplane and Motor Co. À la fin du premier conflit mondial, il a travaillé au sein d’un certain nombre de firmes telles que Curtiss, Thomas Morse Airplane Co. (en 1915), la General Airplane Co. (de 1915 à 1917) ainsi que dans la division avion de la Fisher Body Corp.
De 1918 à 1925, il s’implique dans l’aviation militaire au sein de l’Air Service Engineering Division de l’U.S. Army à McCook Field, dans l’Ohio. Il a l’occasion de servir comme conseiller auprès du Colonel William Mitchell lors de la tournée d’inspection de ce dernier en Europe en 1922.
En 1925, il cofonde la Buhl-Verville Aircraft Company (1925-27) avant de monter sa propre entreprise, la Verville Aircraft Co. (1928-31).
Durant les années 1930 et 1940, il assurera diverses fonctions, dont des périodes comme consultant en 1932 et durant la période allant de 1939 à 1941, au sein du Bureau of Air Commerce, de l’US Department of Commerce (1933-36), chez Douglas Aircraft (1937-38), Curtiss Wright Corp. (1941-42), au sein de la division technique de Snead Aircraft (1942) puis Drexel Aviation Co. (1942-45).
En 1945, il fait partie de la mission technique navale en Europe avant de rejoindre le Bureau of Aeronautics de l’U.S. Navy (1946-61). Il prend sa retraite en 1961, tout en poursuivant jusqu’à sa mort son implication dans l’aviation .